# Anisomeridium ranunculosporum
Anisomeridium ranunculosporum är en lavart som först beskrevs av Coppins & P. James, och fick sitt nu gällande namn av Coppins. Anisomeridium ranunculosporum ingår i släktet Anisomeridium och familjen Monoblastiaceae.   Inga underarter finns listade i Catalogue of Life.